# Ratanpura
Ratanpura es una ciudad censal situada en el distrito de Mau en el estado de Uttar Pradesh (India). Su población es de 4405 habitantes (2011). 

## Demografía
Según el censo de 2011 la población de Ratanpura era de 4405 habitantes, de los cuales 2263 eran hombres y 2142 eran mujeres. Ratanpura tiene una tasa media de alfabetización del 83%, superior a la media estatal del 67,68%: la alfabetización masculina es del 89,71%, y la alfabetización femenina del 76,04%.